# Dziennik elektroniczny
Dziennik elektroniczny, e-dziennik – program komputerowy lub serwis internetowy służący do rejestracji przebiegu nauczania.
W wielu szkołach jest często stosowany jako dodatkowy element kontaktu z rodzicami, ponadto zakres informacji przechowywanych w dziennikach elektronicznych jest przeważnie większy niż w tradycyjnych szkolnych dziennikach.
W 2009 r. MEN usankcjonowało stosowanie dzienników elektronicznych, umożliwiając szkołom prowadzenie wyłącznie dziennika elektronicznego w miejsce ich papierowych poprzedników pod warunkiem spełnienia wymagań:
1. Musi umożliwiać jednoznaczne zidentyfikowanie osoby wprowadzającej bądź modyfikującej dane.
2. Musi być zgodny z ogólnym rozporządzeniem o ochronie danych oraz ustawą o świadczeniu usług drogą elektroniczną – w przypadku serwisów internetowych.
3. Musi zachowywać historię wszystkich zmian wprowadzanych w dzienniku wraz z informacją o osobie zmieniającej dane.
4. Musi umożliwiać eksport danych dziennika w formacie XML i zapis na nośniku informatycznym w terminie 10 dni od dnia zakończenia roku szkolnego (lub 10 dni od dnia zakończenia semestru przypadku szkół policealnych dla młodzieży oraz szkół dla dorosłych).
5. Musi umożliwiać sporządzenie dziennika w formie papierowej i jego wydrukowanie.

Obecnie każda szkoła musi uzyskać zgodę organu prowadzącego na użytkowanie dziennika elektronicznego, jeżeli będzie to wyłączna forma prowadzenia dziennika.
Wraz z rozwojem Internetu, większość dzienników dostępna jest w formie serwisu internetowego. Umożliwiają one w naturalny sposób dostęp również dla uczniów oraz ich rodziców.

## Funkcje dziennika elektronicznego
Do najważniejszych funkcji dziennika elektronicznego zalicza się aktualnie:
1. Prowadzenie kompletnej dokumentacji przebiegu nauczania.
2. Możliwość całkowitego zastąpienia starej dokumentacji papierowej.
3. Prowadzenie poza dziennikami lekcyjnymi również dzienników zajęć specjalistycznych, indywidualnego nauczania, zajęć świetlicy czy pedagoga.
4. Możliwość drukowania dziennika w formie papierowej.
5. Drukowanie świadectw oraz arkuszy ocen.
6. Zarządzanie rozkładami nauczania.
7. Monitoring realizacji podstawy programowej.
8. Planowanie zastępstw wraz z informowaniem uczniów i rodziców.
9. Komunikacja nauczycieli z uczniami oraz ich rodzicami.
10. Dostęp do informacji o ocenach i frekwencji, zapowiedziach sprawdzianów, zadaniach domowych dla uczniów i ich rodziców.
11. Archiwizację dziennika, który powinien zgodnie z ustawą być zabezpieczony podpisem elektronicznym.

## Aktualnie stosowane dzienniki elektroniczne w Polsce
- Dziennik VULCAN[2]
- MobiDziennik[3]
- Librus Synergia[4]
- MobiReg[5]
- Kidsview[6]